# Paloma O'Shea
Paloma O'Shea (castellà: Paloma O'Shea Artíñano)  (Getxo, 19 de febrer de 1936) Paloma O'Shea Artiñano, 1a marquesa d'O'Shea és una pianista, mecenes de les arts, fundadora i actual presidenta de l'Escola Superior de Música Reina Sofía, i fundadora i presidenta de la Fundació Albéniz, que organitza el Concurs Internacional de Piano Paloma O'Shea Santander a Santander, Espanya.

## Biografia
Paloma O'Shea va néixer al suburbi bilbaí de Las Arenas, Biscaia, Espanya, filla de José O'Shea i Sebastián de Erice (descendent de l'irlandès William O'Shea que va arribar a Espanya al segle xviii) i la basca María de l'Asunción de Artiñano y Luzarraga, casada a Concepción, Madrid, el 2 de maig de 1935. Va començar a estudiar piano l'any 1941 a Bilbao i més tard es va traslladar a França per ampliar els seus estudis musicals. Als 15 anys va guanyar el Primer Premio Fin de Carrera i va actuar com a solista amb l'Orquestra Simfònica de Bilbao. Uns anys més tard es va casar amb Emilio Botín, l'anterior president executiu del Grupo Santander i es va dedicar a promocionar la música clàssica a Espanya.
L'any 1972 va fundar el Concurso de Piano de Santander, que més tard va rebre el seu nom i el 1991 va fundar l'Escola de Música Reina Sofia, una escola de música privada, actualment una de les principals escoles de música d'Espanya.
Va rebre el títol de marquesa d'O'Shea pel rei d'Espanya l'any 2008, la Légion d'honneur de França, la medalla d'or de l'Institut Espanyol de Nova York i el premi Picasso de la UNESCO. Té 6 fills i divideix el seu temps entre Madrid i Santander.

## Carrera professional
La seva activitat professional sempre ha estat lligada al món de la música, el seu inici s'ha produït l'any 1972 amb la creació del Concurs Internacional de Piano Paloma O'Shea Santander. Des d'aleshores, no ha parat de desenvolupar les seves iniciatives, a través d'activitats d'àmbit mundial orientades a la modernització de la vida musical a Espanya:
- 1972: Concurs Internacional de Piano Paloma O'Shea Santander
- 1987: Fundació Albéniz
- 1989: Biblioteca i Centre de Recerca Isaac Albéniz
- 1991: Escola de Música Reina Sofia
- 1998: Premi Yehudi Menuhin per a la Integració de les Arts i l'Educació
- 2000: MagisterMusicae.com, que ofereix educació musical en línia
- 2001: Trobada de Santander "Música i Acadèmia"
- 2005: Institut Internacional de Música de Cambra de Madrid
- 2010: Classicalplanet.com

## Fundació Albeniz
La Fundació Albéniz és la institució cultural que fa més de vint anys que fomenta, gestiona i coordina aquests programes i l'instrument que ha permès a Paloma O'Shea reunir esforços públics i privats en un projecte comú de servei a la comunitat. L'impacte i la importància d'aquestes activitats ha estat reconegut moltes vegades per institucions espanyoles i internacionals. Aquest reconeixement va tenir lloc per primera vegada amb la Cinta de l'Orde de la Reina Isabel I de Castella. El 1988 va rebre la Medalla d'Honor de la Reial Acadèmia de Belles Arts de Sant Ferran i el 1994 la Medalla Picasso de la UNESCO per la seva contribució a l'entesa cultural entre països i la seva dedicació a la promoció dels artistes joves. També ha rebut l'Ordre Heràldica de Cristòfor Colom, de la República Dominicana, la Medalla d'Or de l'Institut Espanyol de Nova York i el 1996 el Premi Montblanc de Cultura. L'any 1998, per acord del Consell de Ministres, Paloma O'Shea va rebre de mans de Ses Majestats els Reis d'Espanya la Medalla d'Or al Mèrit de les Belles Arts. També ha estat nominada per la Diputació de Cantàbria "Filla adoptiva", l'any 2004 va ser nominada Cavallera de la Légion d'Honneur pel govern francès i el 2005 va rebre el Premi de Cultura de la Comunitat de Madrid. Un any més tard va ser guardonada amb la Medalla d'Honor de l'Arxiu Manuel de Falla, "Filla Adoptiva" de Santander i el títol de Fellow Honorary de la Royal Academy of Music de Londres. L'any 2009, l'Ajuntament de Madrid li va atorgar la Medalla d'Or.

## Concurs Internacional de Piano Paloma O'Shea Santander
Les "Fundacions" de Paloma O'Shea, en paraules d'Enrique Franco, havien començat l'any 1972 amb el Concurs de Piano de Santander, que ben aviat va recordar fama i rellevància internacional, com ho demostra la seva entrada l'any 1976 a la Federació Internacional de Competicions, amb seu. a Ginebra. Avui, després de gairebé quaranta anys d'existència, aquest premi és un cobejat, al qual opten els joves pianistes més talentosos. Va ser precisament el desenvolupament del Concurs el que va despertar a Paloma O'Shea la idea d'una millora de la formació musical a Espanya. Els pianistes espanyols van tenir problemes per arribar a les fases finals del Concurs i el motiu no va ser el seu talent, sinó les poques oportunitats que tenien per assolir un nivell d'estudis superior. Així van començar les classes magistrals de piano que van oferir a Santander importants solistes i pedagogs, en col·laboració amb la Universitat Internacional Menéndez Pelayo. Aquest cicle aïllat de lliçons va donar lloc a una convocatòria regular i més àmplia de Cursos d'Estiu, celebrats cada any a Santander i que inclouen instruments diferents del piano.

## Trobada Santander "Música i Acadèmia"
Aquesta progressió docent a Santander va tenir el seu clímax el juliol de 2001 amb la fundació de la Trobada Santander "Música i Acadèmia". Cada mes de juliol la Trobada fomenta la convivència d'importants mestres i joves músics procedents de les millors escoles europees. També barreja aules i escenaris, omplint de música Santander i Cantàbria amb 60 concerts públics i més de 500 hores de classes magistrals.

## Escola de Música Reina Sofia

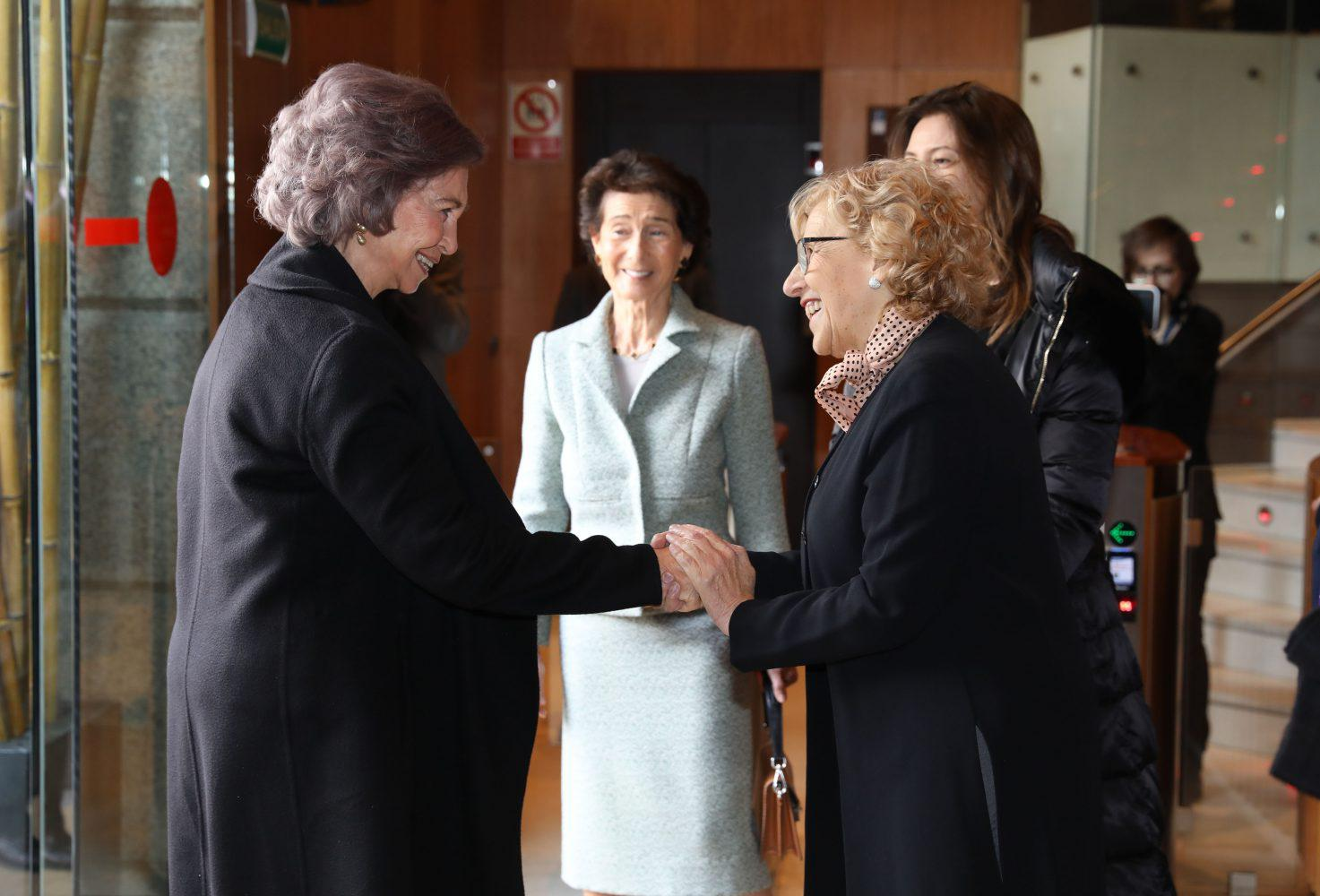
Paloma O'Shea, la Reina Sofia i l'alcaldessa de Madrid, Manuela Carmena assisteixen a una reunió del Patronat de l'Escola.

Després de l'experiència adquirida al Concurs, era una necessitat crear un centre permanent a Espanya amb el més alt nivell internacional. Per fer realitat aquest ideal, Paloma O'Shea va aconseguir el suport d'importants personalitats artístiques com Alicia de Larrocha, Zubin Mehta, Lorin Maazel, Yehudi Menuhin i Mstislav Rostropovich. SM la Reina Sofia, coneixent les necessitats i mancances de l'educació musical espanyola, no va dubtar a donar el seu ple suport a aquest projecte. Avui, l'Escola de Música Reina Sofia compta amb els professors més buscats de cada instrument i, per tant, amb els estudiants internacionals més talentosos. Després de vint anys d'ubicació temporal a Pozuelo de Alarcón, l'Escola es va traslladar a la tardor de 2009 a la seva nova ubicació, projectada per l'arquitecte Miguel Oriol i construïda per la Fundació Albéniz. És un edifici emblemàtic, situat a la plaça d'Orient de Madrid, al costat del Palau Reial i el Teatre Reial. El seu interior ofereix totes les instal·lacions que requereix un centre d'excel·lència musical, incloent els sistemes tecnològics més avançats i un magnífic Auditori de 450 places que ja s'ha convertit en un cor cultural del centre de Madrid.
L'Escola de Música Reina Sofia sempre ha tingut com a objectiu iniciar projectes educatius amb un enfocament internacional, per tal d'afavorir l'enriquiment mutu i l'intercanvi de tradicions musicals. En aquestes iniciatives ambicioses com la Trobada, l'escola virtual de música Magister Musicae, el Projecte Harmos o el Premi Yehudi Menuhin, l'Escola sempre ha treballat colze a colze amb els centres més prestigiosos d'Europa.